# ワチガイソウ属
ワチガイソウ属（ワチガイソウぞく、学名：Pseudostellaria、和名漢字表記：輪違草属）は、ナデシコ科の属の1つ。

## 特徴
小型の多年草で、根は紡錘状または球形に肥厚した肉質の主根とひげ根がある。茎は直立し、ときに下部は地面をはう。葉は対生し、種によっては頂部の葉が十字形に隣接して対生するため、見かけ上は輪生状に見える。花は茎先か葉腋に単生するか、2個以上が集散花序につく。萼片はふつう5個あり、種によって6-8個ある。花弁は萼片と同数あり、白色で、全縁か先端が浅く2裂する。雄蕊は8-10個、またはそれより少なく、葯は赤紫色になる。花柱は2-4個。果実は蒴果で2-4裂し、さらに2裂する。下部の葉腋に花弁と雄蕊が退化した雌性の閉鎖花をつける。種子は腎円形になり、円錐状の小さい突起がある。

## 分布
北半球の温帯から亜寒帯に約18種あり、ヨーロッパに1種、北アメリカに2種が分布し、残りはアジア北部および東部に分布する。日本には5種が分布する。

## 名前の由来
和名ワチガイソウ属のワチガイソウは、「輪違い草」の意で、牧野富太郎によれば、むかし、この草の名前が判らないので、その盆栽に名前不明の符号である「輪違い」のしるしをしておいたのが、そのまま名前になったという。
学名 Pseudostellaria は、ラテン語で Pseudo + Stellaria で、「偽の」+「ハコベ属」の意味。

## 種

### 日本に分布する種
和名、学名はYistによる。
- ワチガイソウ（輪違草） Pseudostellaria heterantha (Maxim.) Pax - 紡錘状に肥厚した根は1-2個。対生する葉は離れてつき、上部のものは長卵形から卵形で、ふつう両面に毛は無い。花弁は4-5個。日本では本州（岩手県以南）、四国、九州に分布し、山地の夏緑林の林内や林縁に生育する。国外では中国大陸に分布する[1][4][5]。
  - ヒナワチガイソウ（雛輪違草） Pseudostellaria heterantha (Maxim.) Pax var. linearifolia (Takeda) Nemoto; シノニム Pseudostellaria musashiensis Hiyama - 別名、ムサシワチガイソウ。葉が線形で、花弁の幅が狭く爪部分が長いためすき間が目立つ。ワチガイソウと比べ雄蕊が長い。本州（茨城県、群馬県、千葉県、東京都、三重県）、四国（徳島県、愛媛県、高知県）に分布する[1][5][6]。絶滅危惧II類(VU)（環境省2015年）。
- ワダソウ（和田草） Pseudostellaria heterophylla (Miq.) Pax - 紡錘状に肥厚した根は1個。上部につく2対の対生する葉が隣接して十字形になり、輪生状に見える。花弁は5個で先端が浅くへこむ。花柄に短毛が密生する。日本では本州（岩手県以南）、九州（北部）に分布し、平野部の丘陵地から山地の夏緑林の林内や林縁に生育する。国外では朝鮮半島、中国大陸（東北部、中部、西南部）に分布する[1][4][5]。
- ナンブワチガイソウ（南部輪違草） Pseudostellaria japonica (Korsh.) Pax - 紡錘状の根は1個。対生する葉は離れてつき、上部のものは卵形で、両面と縁に毛がある。花弁は4-5個で先端が浅くへこむ。日本では本州（岩手県、宮城県、福島県、栃木県、茨城県、長野県）に分布し、山地の夏緑林の林内や林縁に生育する。国外では中国大陸（東北部）、ロシア（極東地方、シベリア）に分布する[1][4]。絶滅危惧II類(VU)（環境省2015年）。
- ヒゲネワチガイソウ（髭根輪違草） Pseudostellaria palibiniana (Takeda) Ohwi - 紡錘状に肥厚した根は1-4個あり、細いひげ状の根もある。上部につく2対の対生する葉が隣接して十字形になり、輪生状に見えるのでワダソウに似る。花弁は5-7個で先端はへこまない。花柄に毛は無い。日本では本州（東北地方から中部地方）、四国（徳島県、愛媛県、高知県）に分布し、平野部の丘陵地から山地の夏緑林の林内や林縁に生育する。国外では朝鮮半島に分布する[1][4][5]。
- クシロワチガイソウ（釧路輪違草） Pseudostellaria sylvatica (Maxim.) Pax - 紡錘状に肥厚した根はふつう1個。対生する葉は離れてつき、すべて線状披針形で、ふつう両面に毛は無い。花弁は5個で先端が2裂する。日本では北海道、本州（青森県、岩手県、栃木県）に分布し、山地の夏緑林の林内、林縁または湿地に生育する。国外では朝鮮半島、中国大陸、ロシア（極東地方）に分布する[1][4][5]。絶滅危惧II類(VU)（環境省2015年）。

### その他の種
学名は Pseudostellaria, The Plant Listから、および分布地
- Pseudostellaria borodinii Pax
- Pseudostellaria davidii (Franch.) Pax - 朝鮮半島、中国大陸、モンゴル、ロシア
- Pseudostellaria europaea Schaeftl.
- Pseudostellaria helanshanensis W.Z.Di & Y.Ren - 中国大陸
- Pseudostellaria himalaica (Franch.) Pax -アジア
- Pseudostellaria jamesiana (Torr.) W.A.Weber & R.L.Hartm. - 北アメリカ
- Pseudostellaria oxyphylla (B.L. Rob.) R.L.Hartm. & Rabeler - 北アメリカ
- Pseudostellaria rigida Pax
- Pseudostellaria rupestris (Turcz.) Pax - 中国大陸、モンゴル、ロシア
- Pseudostellaria sierrae Rabeler & R.L.Hartm. - 北アメリカ
- Pseudostellaria tibetica Ohwi - 中国大陸
- Pseudostellaria zhejiangensis X.F.Jin & B.Y.Ding - 中国大陸